# 곡용항
곡용항은 경상남도 고성군 고성읍 신월리에 있는 어항이다. 2002년 8월 6일 어촌정주어항으로 지정되었다. 시설관리자는 고성군수이다.

## 어항 구역
- 수역: 곡용(꼽두름개)마을 해안바위 돌출부에서 배밑끝 돌출부를 연결한 선내수면
- 육역: 경상남도 고성군 고성읍 신월리 524-3번지 외 2필지

## 어항 시설
- 호안 49m, 선착장 87.2m

## 주요 어종
- 굴, 멸치, 갯장어, 감성돔, 도다리, 갯가재, 물매기, 바지락 등

## 주변 관광
- 고성탈박물관 : 전시관, 야외장승마당, 체험실 등을 갖추고 있으며, 고성오광대를 비롯한 경남지역 탈놀이에 사용하였던 탈을 중심으로 신앙탈  및 창작탈 등 국내 탈들과 중국, 일본 등 해외 여러나라의 탈들을 전시하고 있다.
- 남산공원 : 고성읍을 한눈에 내려다 볼 수 있는 고성의 유일한 군립공원이다.
- 송학고분, 소가야유물전시관 등